# Regola di Ramsey
La regola di Ramsey, in materia di efficienza della tassazione, afferma che la riduzione relativa delle quantità domandate (compensate), data dall'imposizione tributaria, deve essere identica per tutti i beni da tassare.

## Descrizione

### L'impatto della tassazione sul mercato
Quando viene applicata un'imposta su un dato bene, questo, molto probabilmente, aumenterà di prezzo (l'imprenditore tenderà a scaricare sul consumatore finale il maggior carico fiscale imposto). Con l'aumento del prezzo il bene sarà domandato in minori quantità (la diminuzione della domanda dipende dall'elasticità della domanda della merce presa in considerazione, cioè dal rapporto tra aumento del prezzo e conseguente diminuzione della domanda). Di conseguenza gli imprenditori saranno spinti a produrre un minor quantitativo di beni. Secondo la regola di Ramsey, per diminuire in ugual modo la produzione di tutti i beni e minimizzare il decremento di utilità, si dovrebbero applicare aliquote diverse in base all'elasticità della domanda e dell'offerta dei vari beni. Le merci con elasticità minore (domanda anelastica), pertanto, dovranno essere colpite da aliquote maggiori rispetto ai beni con maggiore elasticità.

### I presupposti della teoria
L'autore svolge, nella prima pagina del proprio lavoro, alcune premesse fondamentali per lo sviluppo della sua teoria. Ramsey, innanzitutto, si propone di trascurare questioni relative alla differenza dell'utilità marginale del denaro tra le diverse persone, e mira a concentrarsi esclusivamente su un mercato puramente competitivo senza commercio con l'estero.
"I propose to neglect altogether questions of distribution and considerations arising from the differences in the marginal utility of money to different people; and I shall deal only with a purely competitive system with no foreign trade".

#### Modalità di intervento
Ramsey suggerisce di introdurre una vasta gamma di tasse e non un'unica imposta poiché ritiene che molte piccole distorsioni (causate dalle svariate imposte), attentamente gestite, siano preferibili ad una singola grande distorsione. Inoltre, lo Stato dovrà intervenire offrendo sovvenzioni (subsidies), che l'autore indica col termine bounties, su alcuni tipi di merci. Questo specifico intervento mira a riequilibrare le quantità prodotte dei vari beni, ciò si rende necessario quando un'imposta comporta una riduzione diseguale di due merci.
Esempio: una tassa sullo zucchero comporta una diminuzione della produzione del 5% dello zucchero e del 10% delle susine che, se abbinate allo zucchero, possono essere usate per produrre le marmellate. Lo Stato dovrà intervenire con dei sussidi sulle susine per aumentarne la produzione che era stata eccessivamente ridotta a causa della tassa sullo zucchero. L'obiettivo è di ricondurre la diminuzione della produzione delle susine solo al 5%, così come avvenuto per lo zucchero.
‘A tax on sugar might reduce the consumption of damsons more than in proportion to the reduction in the total consumption of sugar and so require to be offset by a bounty on damsons’.

### Critiche sulla distribuzione del carico tributario
La teoria di Ramsey è stata oggetto di diverse critiche. Sono proprio i beni di prima necessità che sono caratterizzati da una domanda anelastica, tassare questi beni significa soprattutto tassare le fasce più povere della popolazione. Inoltre, Ramsey presumeva un'economia di mercato perfettamente funzionante, le uniche distorsioni che contemplava erano quelle prodotte dall'attività di tassazione ad opera dello Stato. Ancora oggi ci sono controversie sui risultati che, con l'applicazione di queste regole, possono essere ottenuti in un'economia reale caratterizzata da inevitabili market failures, come le esternalità negative.

### La regola di Ramsey applicata ai Paesi in via di sviluppo
I Paesi in via di sviluppo fanno difficoltà ad imporre efficacemente delle tasse sui redditi perché non hanno la possibilità di individuarli con chiarezza. In simili circostanze un sistema fiscale basato su imposte sui beni potrebbe essere una buona alternativa. In questi Stati non si riesce a tassare la produzione ed i consumi del settore agricolo; ciò che si può fare è, invece, introdurre delle tasse sui beni importanti causando però delle distorsioni della produzione. Anche in questo contesto la teoria della tassazione ottimale di Ramsey mal si concilia con un'economia di mercato che, specialmente nei Paesi in via di sviluppo, è ricca di distorsioni che Ramsey non ha preso in considerazione.

### Il contributo della teoria
A contribution to the theory of taxation può essere inteso come il primo passo di una lunga letteratura in materia di tassazione ottimale. Ha aiutato a rafforzare le nozioni base della scienza economica, mostrando quali sistemi fiscali sono preferibili e che tipi di imposte dovrebbero essere previste se l'unico fine del sistema fiscale fosse quello di minimizzare le inefficienze del mercato causate dalla tassazione.